# كتانية زاهية
الكتانية الزاهية أو حلاوى أو صفيرا (باللاتينية: Linaria haelava) نوع نباتي يتبع جنس الكتانية من الفصيلة الحملية من رتبة الشفويات.

## الموئل والانتشار
تنتشر في بلاد الشام وسيناء ومصر والمغرب العربي وقبرص.

## مرادفات للاسم العلمي
- (باللاتينية: Antirrhinum haelava Forssk.)